# Чіх Андрій Андрійович
Андрій Андрійович Чіх (нар. 28 травня 1969, Львів) — радянський та український футболіст. Нападник, виступав, за «Карпати» (Кам'янка-Бузька), «Газовик» (Комарно), «Татран» (Літовел, Чехословаччина), «Галичину» (Дрогобич), «Дністер» (Самбір).
Працював тренером у клубах: «Динамо» (Львів), ФК «Львів», «Карпати-2» (Львів), «Сокіл» (Золочів), «Газовик-Скала» (Стрий).
Із літа 2016 року — головний тренер ввійшов відновленого ФК «Львів», який розпочав виступи в чемпіонаті країни серед аматорів.